# Ford 999
Pour les articles homonymes, voir Ford (homonymie).
La Ford 999 est le deuxième modèle de compétition du constructeur automobile américain Ford. Elle sera créditée d'une quinzaine de succès en course sur cinq années et de cinq records mondiaux. L'engin est nommé « 999 » d'après une célèbre locomotive à vapeur, détentrice de records de vitesse à son époque, la no 999 (en) de la compagnie de chemin de fer New York Central Railroad.

## Présentation

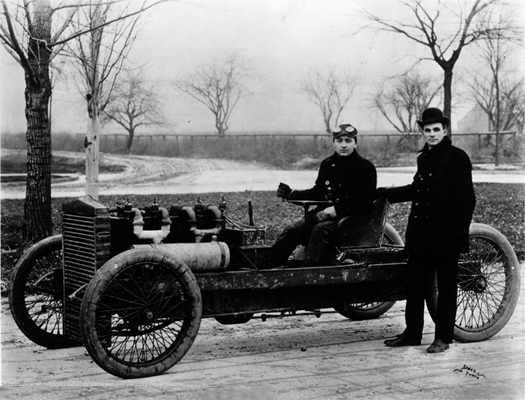
Henry Ford debout et Barney Oldfield, en 1902, posant avec la voiture de course Ford 999.

En mai 1902, Henry Ford et Tom Cooper, un champion cycliste qui deviendra pilote automobile), commencent la construction de la 999. Elle est propulsée par un moteur quatre-cylindres de 17 650 cm3.
Le châssis est en bois et la voiture est dépourvue de suspension arrière et de carrosserie, la direction est assurée par une barre centrale à deux poignées. Elle sera produite à deux exemplaires : la 999 de 1902 (peinte en jaune), puis l'Arrow (la Flèche) de 1903, plus puissante, qui, peinte en rouge, sera aussi connue sous le nom de « Red Devil ». Durant la période où elles seront utilisées en course, les pièces mécaniques et la couleur vont souvent passer de l'une à l'autre, ce qui rend leur distinction difficile.

## Historique en course
Le 10 octobre 1901, Henry Ford avait remporté avec la Sweepstakes, une première voiture de course de sa conception, une course de dix tours disputée sur un ovale en terre battue d'un mile (1,6 km) à Grosse Pointe (Michigan), en 13 min 23 s et à 70,81 km/h de moyenne,.
La 999 qui lui succède sera conduite en 1902 et 1903 par le jeune pilote débutant Barney Oldfield. Celui-ci remporte la Manufacturer's Challenge Cup disputée sur cinq miles (8 km) le 22 octobre 1902, également à Grosse Pointe, en 5 min 28 s (90,90 km/h) avec plus d'une minute d'avance sur le deuxième, puis il établit le 1er décembre, sur le même circuit, un record mondial sur le mile lancé (93,34 km/h, en 1 min 1 s 2) ainsi que sur le 5 miles (90,12 km/h, en 5 min 20 s).
En 1903, les succès s'enchaînent :
- 30 mai : les 1 et 5 miles de Yonkers (NY), avec B. Oldfield ;
- 4 juillet : les 1 et 10 miles du Columbus Driving Park, (OH) avec B. Oldfield ;
- 25 juillet : les 5 miles de Yonkers (NY), avec B. Oldfield ;
- 8 septembre : les 5 miles de la Manufacturer's Challenge Cup de Grosse Pointe (MI), avec Tom Cooper (qui récidive le lendemain sur la même distance).

Durant l'année, la Red Devil-Arrow prendra le pas une fois sur la 999, le 20 juin sur une distance de 5 miles aux Indiana State Fairgrounds (IN). En septembre, le pilote Frank Day est accidenté avec la Red Devil-Arrow aux Wisconsin Fairgrounds et se tue, c'est cette voiture qui, une fois reconstruite, battra le record de vitesse en janvier 1904. Oldfield quitte Ford en septembre 1903 pour passer sur Winton Bullet, il sera remplacé par Frank Kulick pendant l'été 1904.
De même qu'en 1904 :
- 12 janvier : elle bat le record mondial de vitesse terrestre sur un mile lancé à 147 km/h, sur le lac gelé Sainte-Claire dans la baie d'Anchor près de New Baltimore (MI), avec Henry Ford, utilisant l'exemplaire Red Devil-Arrow[1] ;
- 26 février : 1 et 3 miles de Savannah (GA) avec E.H. Hausman ;
- 9 septembre : 5 miles du Narragansset Park (RI), avec Frank Kulick ;
- 16 septembre : 5 miles de la Grand Duchess Cup, à Poughkeepsie (NY) avec F. Kulick ;
- 1er octobre : première manche des 5 miles de d'Harlem, Chicago (IL), avec F. Kulick ;
- 3 octobre : les 5 miles d'Harlem, Chicago (IL), avec F. Kulick.

En 1905, les apparitions de la 999 deviennent plus espacées, avec une dernière victoire :
- 9 septembre : le 1 mile de Ventnor Beach (NJ) avec H. Ford (contre Darracq, lors d'une dernière tentative contre le record du mile).

## Galerie

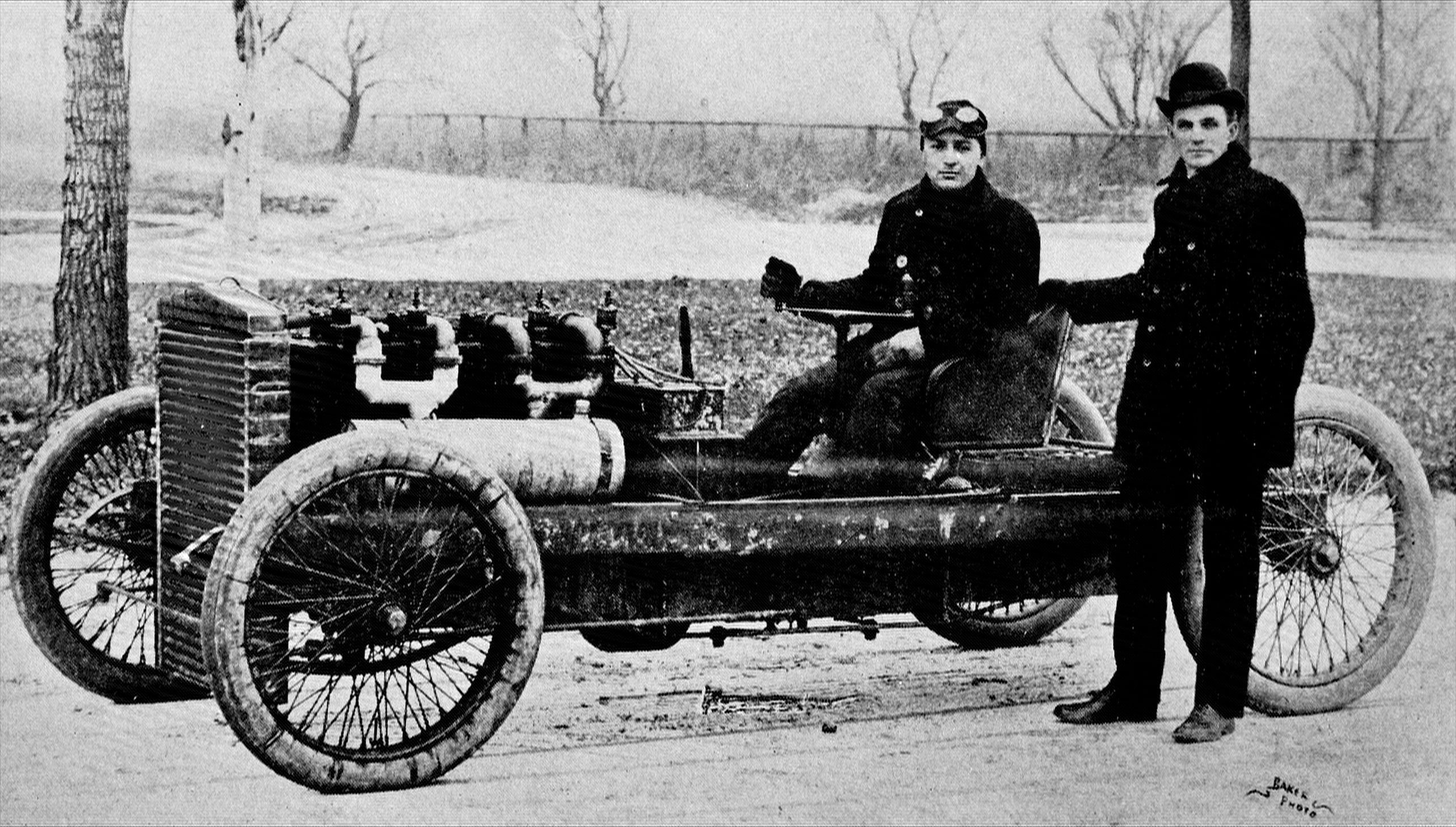
Henry Ford, à droite de Barney Oldfield, en 1902.
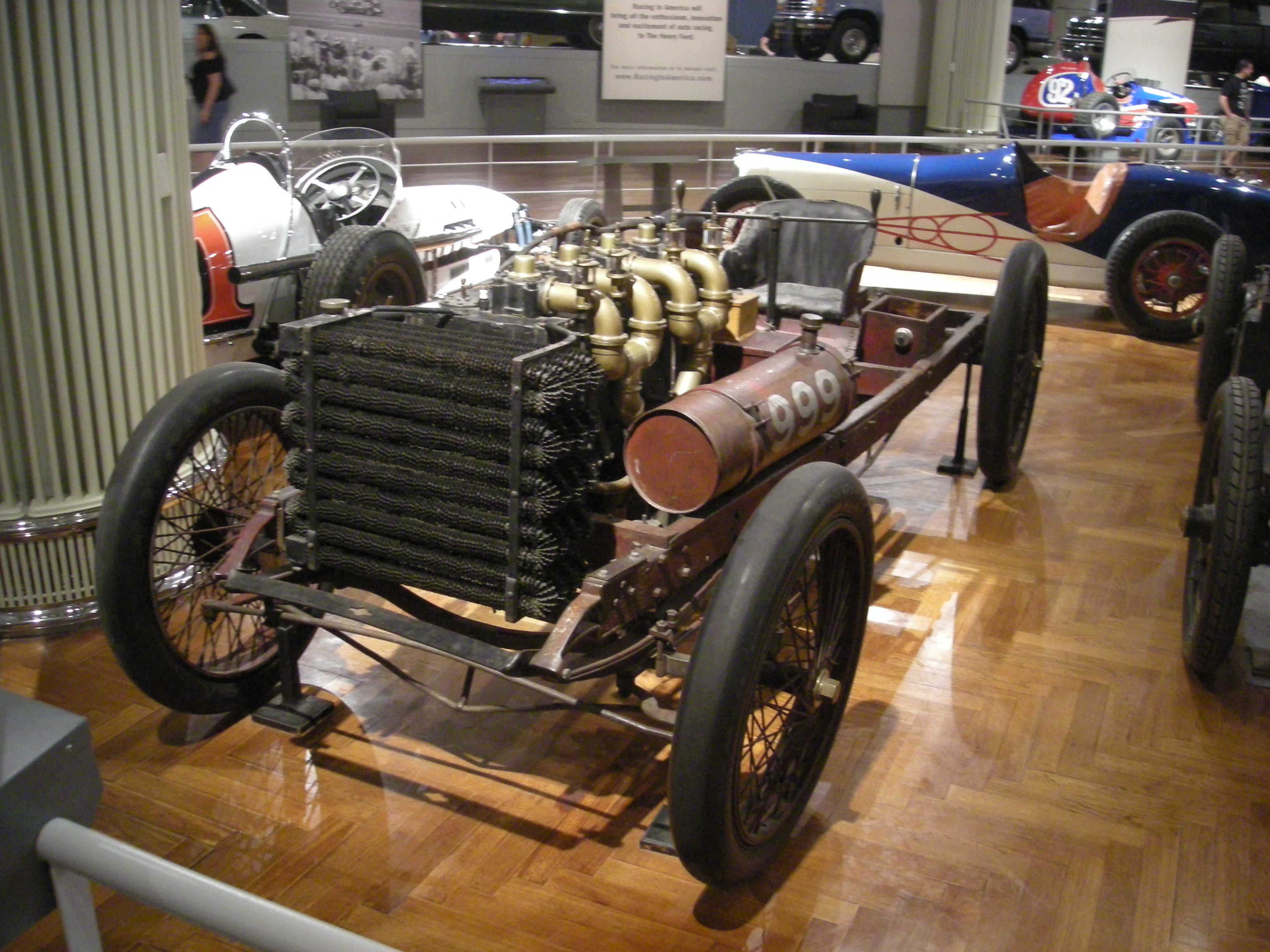
La 999 exposée au Henry Ford Museum de Dearborn (MI).